# Parlament
Et parlament er en lovgivende forsamling.
I nogle lande er parlamentet opdelt i to forsamlinger, typisk kaldet overhus og underhus eller førstekammer og andetkammer, som begge skal stemme for et lovforslag for at det kan blive vedtaget. Et sådant system kaldes tokammersystem.
Parlamenterne i de enkelte lande har ofte særlige navne som man bruger i stedet for det mere generelle parlament. Nogle af disse navne (f.eks. Sejmen og Dumaen) er navne på ét af kamrene i et tokammer-system og ikke på det samlede parlament.

## Navne på parlamenter

### Norden
- Danmark: Folketinget
- Finland: Eduskunta (finsk) eller Riksdagen (svensk)
- Færøerne: Lagtinget
- Grønland: Inatsisartut (Grønlands parlament)
- Island: Altinget
- Norge: Stortinget
- Sverige: Riksdagen
- Åland: Landsting (Åland), fra 1993 Ålands lagting

Danmark havde indtil 1953 et tokammer-system: Parlamentet hed Rigsdagen og bestod af Folketinget og Landstinget.

### Europa
- EU: Europa-Parlamentet
- Belgien: (hollandsk: Kamer van Volksvertegenwoordigers, fransk: la Chambre des Représentants, tysk: die Abgeordnetenkammer) og Senatet
- Estland: Riigikogu
- Frankrig: Nationalforsamlingen (l'Assemblée nationale) og Senatet (le Sénat)
- Grækenland: Det Hellenske Parlament (Βουλή των Ελλήνων).
- Holland: (Nederlandene): Staten-Generaal
- Letland: Saeima
- Litauen: Seimas
- Polen: Sejmen og Senatet
- Portugal: Assembleia da República
- Rumænien: Senatet og Deputeretkammeret (Senat, Camera Deputatilor)
- Rusland: Statsdumaen og Føderationsrådet
- Spanien: Cortes Generales
- Storbritannien og Nordirland: Parlamentet (the Parliament), bestående af Overhuset (the House of Lords) og Underhuset (the House of Commons)
- Tyskland: Forbundsdagen (der Bundestag)
- Østrig : Nationalrådet (der Nationalrat)

### Asien
- Israel: Knesset
- Kina: Den Nationale Folkekongres

### Amerika
- Brasilien: Nationalkongressen er opdelt i Deputeretkammeret (underhus) og Senatet (overhus). De enkelte delstater har étkammerparlamenter
- USA: Repræsentanternes Hus og Senatet udgør tilsammen USAs Kongres. Hver enkelt delstat (undtagen Nebraska) har et tilsvarende tokammer-system.